# مدل‌های گرافیکی
یک مدل گرافیکی یا مدل گرافیکی احتمالاتی(PGM) یک مدل احتمالاتی است که بیانگر ساختار [conditional dependancy وابستگی شرطی] بین متغیرهای تصادفی توسط یک گراف است. مدل‌های گرافیکی معمولاً در آمار و احتمال (به‌طور دقیق تر در آمار بیزی) و یادگیری ماشین استفاده می‌شوند. 

یک مثال از یک مدل گرافیکی. هر پیکان یک وابستگی را نشان می‌دهد. در این مثال: D به A وابسته است، D به B وابسته است، D به C وابسته است، C به B وابسته است و C به D وابسته است.

## انواع مدل‌های گرافیکی
به‌طور کلی مدل‌های گرافیکی احتمالی از یک نمایش مبتنی بر گراف به عنوان پایه و اساس برای رمزگذاری کامل توزیع بیش از یک و چند بعدی در فضا است و یک گراف که نمایش فاکتور سازی شده مجموعه‌ای از عدم وابستگی‌ها در توزیع خاص است استفاده می‌کند. دو شاخه از نمایش‌های گرافیکی از توزیع‌ها معمولاً استفاده می‌شوند، که شبکه‌های بیزی و مارکوف در شبکه‌های نام دارند. هر دو خانواده شامل خواص فاکتور سازی و عدم وابستگی هستند، اما آن‌ها در مجموعه‌ای از عدم وابستگی از توزیع که می‌توانند رمز و فاکتور سازی کنند تفاوت دارند.

### شبکه بیزی
اگر ساختار شبکه از نوع یک مدل گرافی جهت‌دار بدون دور باشد، مدل نشان دهنده فاکتور سازی توزیع احتمال توأم از تمام متغیرهای تصادفی است. به بیان دقیق تر اگر واقعه‌های {\displaystyle X_{1},\ldots ,X_{n}} باشند سپس احتمال مشترک به صورت:
{\displaystyle P[X_{1},\ldots ,X_{n}]=\prod _{i=1}^{n}P[X_{i}|pa_{i}]}
که در آن {\displaystyle pa_{i}} مجموعه‌ی والدهای گره {\displaystyle X_{i}} است. به عبارت دیگر توزیع مشترک به صورت ضرب توزیع‌های شرطی فاکتور می‌شود. برای مثال مدل گرافیکی که در شکل بالا نشان داده شده‌است (که در واقع یک گراف جهت دار بدون دور نیست و یک گراف اجدادی است) متشکل از متغیرهای تصادفی {\displaystyle A,B,C,D}
با یک تابع چگالی احتمال مشترک است که به صورت زیر فاکتور می‌شود:
{\displaystyle P[A,B,C,D]=P[A]\cdot P[B]\cdot P[C,D|A,B]}
هر دو گره با داشتن مقادیر والدهای خود به صورت مستقل شرطی هستند. در کل اگر معیار d-separation در گراف موجود باشد هر دو مجموعه از گره‌ها با داشتن هر مجموعه سومی مستقل شرطی هستند. عدم وابستگی محلی و کلی در شبکه‌های بیز یکسان هستند.
این نوع از مدل گرافیکی به نام مدل گرافیکی جهت دار، شبکه بیز یا شبکه‌های باور شناخته شده‌اند. روش‌های یادگیری ماشین کلاسیک مانند مدل پنهان مارکوف و شبکه‌های عصبی و مدل‌های جدیدتر مانند مدل variable-order Markov می‌توانند به عنوان موارد خاص از شبکه‌های بیزی در نظر گرفته بشوند.

### میدان تصادفی مارکوف
یک میدان تصادفی مارکوف، که به صورت شبکه مارکوف نیز شناخته شده‌است، یک مدل روی یک گراف بدون جهت است. یک مدل گرافیکی با بسیاری زیر ساختارهای تکرار شونده که با plate notation نشان داده می‌شود.

### انواع دیگر
- یک گراف فاکتور یک گراف بدون جهت دو بخشی است که متغیرها و فاکتورها را متصل می‌کند. هر فاکتور نشان دهنده یک تابع روی متغیرهایی است که به آن متصل است. گراف فاکتور یک نمایش مفید برای فهمیدن و پیاده‌سازی انتشار باور می‌باشد.
- یک درخت کلیک (clique tree) یا درخت اتصال یک درخت از کلیک‌ها می‌باشد که برای الگوریتم اتصال درخت (junction tree algorithm) استفاده می‌شود.
- یک زنجیره گراف یک گراف است که ممکن است یال‌های بدون جهت و جهت دار داشته باشد، اما هیچ دور جهت داری ندارد (به عنوان مثال اگر ما از یک راس شروع کرده و در جهت یال‌ها حرکت کنیم نتوانیم با عبور از یک یال جهت دار به راس اولیه برگردیم). هر دو گراف جهت دار بدون دور و گراف بدون جهت حالت خاصی از گراف زنجیره هستند که یک راه برای تعمیم و گسترش شبکه‌های بیز و مارکوف است.[۴]
- گراف اجدادی یک ویژگی اضافه تر دارد و دارای یال‌های جهت دار، دو جهته و بدون جهت است.[۵]
- یک مدیان تصادفی شرطی یک مدل متمایز دهنده است که با استفاده از گراف بدون جهت نشان داده می‌شود.
- یک ماشین بولتزمان محدود شده یک مدل مولد دوبخشی است که با استفاده از یک گراف بدون جهت دو بخشی نشان داده می‌شود.

## کاربردها
چارچوب مدل، الگوریتم‌هایی برای شناخت و تجزیه و تحلیل ساختارها در توزیع‌های پیچیده برای توصیف آن‌ها به صورت خلاصه و استخراج اطلاعات بدون ساختار ارائه می‌دهد، که به آن‌ها اجازه می‌دهد تا به صورت مؤثر ساخته و بهینه‌سازی شوند. کاربردهای مدل‌های گرافیکی شامل استخراج اطلاعات، تشخیص گفتار، بینایی ماشین، رمز گشایی از کدهای بررسی توازن کم چگالی، مدل‌سازی شبکه تنظیم ژن, پیدا کردن ژن‌ها و تشخیص بیماری‌ها، و مدل‌های گرافیکی برای ساختار پروتئین است.

## یادداشت
1. 1 2  Christopher M. Bishop. Pattern recognition and machine learning. Springer, 1st ed. 2006. corr. 2nd printing edition, October 2006.
2. 1 2  Koller; Friedman (2009).
3. 1 2  Daphne Koller and Nir Friedman. Probabilistic Graphical Models: Principles and Techniques. The MIT Press, 1 edition, August 2009.
4. ↑  Frydenberg, Morten (1990). "The Chain Graph Markov Property". Scandinavian Journal of Statistics. 17 (4): 333–353. JSTOR 4616181. MR 1096723.
5. ↑  Richardson, Thomas; Spirtes, Peter (2002). "Ancestral graph Markov models". Annals of Statistics. 30 (4): 962–1030. doi:10.1214/aos/1031689015. MR 1926166. Zbl 1033.60008.

## آموزش‌ها
- Probabilistic Graphical Models taught by Eric Xing at CMU